# Ragadozó városok (regény)
Az Ragadozó városok Philip Reeve brit író regénye. Ragadozó városok krónikája első kötete. Eredeti nyelven (Mortal Engines) 2001-ben adták ki az Egyesült Királyságban.

## Cím
A könyv címe eredetiben  Mortal Engines volt, amely kifejezés William Shakespeare Othello című művéből ered.

## Elismerések
Az Ragadozó városok 2002-ben elnyerte a Whitbread Book Award díjat, 2002-ben pedig a Nestle Smarties Book Prize.

## Filmadaptáció
A Universal Pictures 2018. december 14-én mutatta be a könyv alapján készült filmet, Ragadozó városok címmel, Hugo Weaving és Stephen Lang főszereplésével. A mozifilm 100 millió dolláros költségvetéssel készült, Christian Rivers rendezésében. A főszereplő Hestert Hera Hilmar alakítja, mely egyben filmes debütálása is.

## Magyarul
- Ragadozó városok. Ragadozó városok krónikája 1.; ford. Borbás Mária; Magyar Könyvklub, Bp., 2002
- Ragadozó városok. Vannak örök sebek. A Ragadozó városok krónikája sorozat első kötete; ford. Acsai Roland; Cartaphilus, Bp., 2019

## Fordítás
- Ez a szócikk részben vagy egészben  a   Mortal Engines című angol Wikipédia-szócikk fordításán alapul.  Az eredeti cikk szerkesztőit annak laptörténete sorolja fel. Ez a jelzés csupán a megfogalmazás eredetét és a szerzői jogokat jelzi, nem szolgál a cikkben szereplő információk forrásmegjelöléseként.